# Uniwersytet Kalifornijski

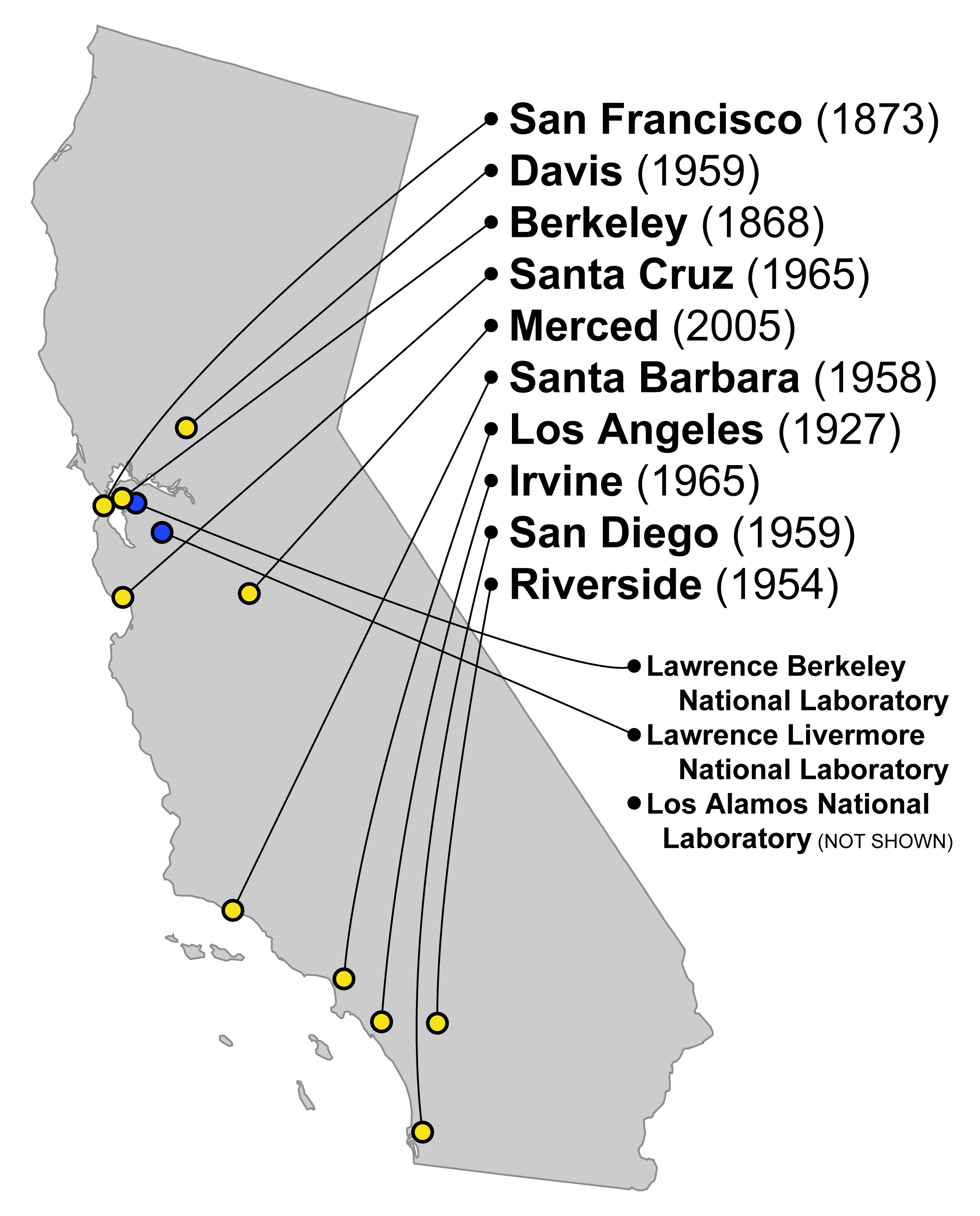
Mapka Kalifornii pokazująca 10 kampusów i 2 zrzeszone laboratoria (trzecie znajduje się w Nowym Meksyku)

Uniwersytet Kalifornijski, Uniwersytet Kalifornii (ang. University of California, UC) – amerykański uniwersytet publiczny w Oakland w stanie Kalifornia, złożony z dziesięciu uniwersytetów i stanowiący ich zespół. Wraz z zespołem uczelni wchodzących w skład Uniwersytetu Stanu Kalifornia oraz California Community Colleges tworzy trójgałęziowy system publicznego szkolnictwa wyższego w Kalifornii. Pierwszy kampus UC powołano w Oakland aktem z 23 marca 1868. Już w 1873 przeniesiono go do Berkeley. Najmłodszy kampus powstał w 2005 w Merced.

## Podział organizacyjny
Obecnie uniwersytet składa się z 10 samodzielnych kampusów:
| Zdjęcie | Nazwa                                     | Data założenia | Strona www              |
| ------- | ----------------------------------------- | -------------- | ----------------------- |
|         | Uniwersytet Kalifornijski w Berkeley      | 1868           | http://www.berkeley.edu |
|         | Uniwersytet Kalifornijski w Davis         | 1908           | http://www.ucdavis.edu  |
|         | Uniwersytet Kalifornijski w Irvine        | 1965           | http://www.uci.edu      |
|         | Uniwersytet Kalifornijski w Los Angeles   | 1919           | http://www.ucla.edu     |
|         | Uniwersytet Kalifornijski w Merced        | 2005           | http://www.ucmerced.edu |
|         | Uniwersytet Kalifornijski w Riverside     | 1954           | http://www.ucr.edu      |
|         | Uniwersytet Kalifornijski w San Diego     | 1960           | http://www.ucsd.edu     |
|         | Uniwersytet Kalifornijski w San Francisco | 1864           | http://www.ucsf.edu     |
|         | Uniwersytet Kalifornijski w Santa Barbara | 1909           | http://www.ucsb.edu     |
|         | Uniwersytet Kalifornijski w Santa Cruz    | 1965           | http://www.ucsc.edu     |

## Jednostki ogólnouczelniane i międzywydziałowe
W skład UC wchodzi ponad 100 bibliotek z 34 mln książek, kilkadziesiąt muzeów i archiwów, kilkadziesiąt instytucji kulturalnych wraz z teatrem, kilkanaście ogrodów botanicznych, kilka akwariów, 5 obserwatoriów (w tym teleskopy Kecka na Hawajach) i 2 planetaria, 4 stacje TV, 10 stacji radiowych, ponadto uczelnia dysponuje prasą i wydawnictwem. W 2002 kosztem 30 mln dolarów uruchomiono w Waszyngtonie centrum lobbingowo-edukacyjno-badawcze (UC Washington Center). Centra edukacyjne funkcjonują też w Londynie, Meksyku i Paryżu.
Uniwersytet Kalifornijski ma długą tradycję angażowania się w wiele przedsięwzięć, które są odległe geograficznie lub niezależne organizacyjnie od jego zasadniczych kampusów, na przykład laboratoria krajowe, pięć centrów medycznych (szpitali), programy kontynuowania edukacji, hotele, centra konferencyjne, lotnisko, port morski, instytut sztuki.

## Badania naukowe
Od 1943 uczestniczy w badaniach naukowych w trzech laboratoriach krajowych należących do Departamentu Energii Stanów Zjednoczonych:
- Lawrence Berkeley National Laboratory (LBNL)
- Los Alamos National Laboratory (LANL)
- Lawrence Livermore National Laboratory (LLNL)

## Rektorzy
| L. p. | Rektor                   | Czas sprawowania urzędu | Uwagi              |
| ----- | ------------------------ | ----------------------- | ------------------ |
|       | John LeConte             | 1869–1870               | pełniący obowiązki |
| 1.    | Henry Durant             | 1870–1872               |                    |
| 2.    | Daniel Coit Gilman       | 1872–1875               |                    |
| 3.    | John LeConte             | 1876–1881               |                    |
| 4.    | W. T. Reid               | 1881–1885               |                    |
| 5.    | Edward S. Holden         | 1885–1888               |                    |
| 6.    | Horace Davis             | 1880–1890               |                    |
|       | Martin Kellogg           | 1890–1893               | pełniący obowiązki |
| 7.    | Martin Kellogg           | 1893–1899               |                    |
| 8.    | Benjamin Ide Wheeler     | 1899–1919               |                    |
| 9.    | David Prescott Barrows   | 1919–1923               |                    |
| 10.   | William Wallace Campbell | 1923–1930               |                    |
| 11.   | Robert Gordon Sproul     | 1930–1958               |                    |
| 12.   | Clark Kerr               | 1958–1967               |                    |
|       | Henry R. Wellman         | 1967                    | pełniący obowiązki |
| 13.   | Charles J. Hitch         | 1968–1975               |                    |
| 14.   | David S. Saxon           | 1975–1983               |                    |
| 15.   | David P. Gardner         | 1983–1992               |                    |
| 16.   | J. W. Peltason           | 1992–1995               |                    |
| 17.   | Richard C. Atkinson      | 1995–2003               |                    |
| 18.   | Robert C. Dynes          | 2003–2008               |                    |
| 19.   | Mark G. Yudof            | 2008–2013               |                    |
| 20.   | Janet Napolitano         | 2013–2020               |                    |
| 21.   | Michael V. Drake         | od 2020                 |                    |

## Laureaci Nagrody Nobla
Do 2021, 68 pracowników naukowych UC zostało nagrodzonych 69 Nagrodami Nobla (Linus Pauling został nagrodzony dwukrotnie – w 1954 i 1962). 
| L. p. | Laureat                  | Afiliacja        | Rok wyróżnienia | Dziedzina               |
| ----- | ------------------------ | ---------------- | --------------- | ----------------------- |
| 1.    | Harold Urey              | UC San Diego     | 1934            | chemia                  |
| 2.    | Ernest Lawrence          | UC Berkeley      | 1939            | fizyka                  |
| 3.    | Wendell Meredith Stanley | UC Berkeley      | 1946            | chemia                  |
| 4.    | John Howard Northrop     | UC Berkeley      | 1946            | chemia                  |
| 5.    | William Giauque          | UC Berkeley      | 1949            | chemia                  |
| 6.    | Glenn T. Seaborg         | UC Berkeley      | 1951            | chemia                  |
| 7.    | Edwin McMillan           | UC Berkeley      | 1951            | chemia                  |
| 8.    | Linus Pauling            | UC San Diego     | 1954            | chemia                  |
| 9.    | Emilio Sergè             | UC Berkeley      | 1959            | chemia                  |
| 10.   | Owen Chamberlain         | UC Berkeley      | 1959            | fizyka                  |
| 11.   | Willard Libby            | UC Los Angeles   | 1960            | chemia                  |
| 12.   | Donald A. Glaser         | UC Berkeley      | 1960            | fizyka                  |
| 13.   | Melvin Calvin            | UC Berkeley      | 1961            | chemia                  |
| 14.   | Francis Crick            | UC San Diego     | 1962            | fizjologia lub medycyna |
| 15.   | Linus Pauling            | UC San Diego     | 1962            | nagroda pokojowa        |
| 16.   | Maria Goeppert Mayer     | UC San Diego     | 1963            | fizyka                  |
| 17.   | Charles H. Townes        | UC Berkeley      | 1964            | fizyka                  |
| 18.   | Julian Schwinger         | UC Los Angeles   | 1965            | fizyka                  |
| 19.   | Robert W. Holley         | UC San Diego     | 1968            | fizjologia lub medycyna |
| 20.   | Luis Walter Alvarez      | UC Berkeley      | 1968            | fizyka                  |
| 21.   | Hannes Alfven            | UC San Diego     | 1970            | fizyka                  |
| 22.   | John Robert Schrieffer   | US Santa Barbara | 1972            | fizyka                  |
| 23.   | George Emil Palade       | UC San Diego     | 1974            | fizjologia lub medycyna |
| 24.   | Renato Dulbecco          | UC San Diego     | 1975            | fizjologia lub medycyna |
| 25.   | Roger Guillemin          | UC San Diego     | 1977            | fizjologia lub medycyna |
| 26.   | Czesław Miłosz           | UC Berkeley      | 1980            | literatura              |
| 27.   | Gerard Debreu            | UC Berkeley      | 1983            | ekonomia                |
| 28.   | Yuan T. Lee              | UC Berkeley      | 1986            | chemia                  |
| 29.   | Donald J. Cram           | UC Los Angeles   | 1987            | chemia                  |
| 30.   | Harold E. Varmus         | UC San Francisco | 1989            | fizjologia lub medycyna |
| 31.   | J. Michael Bishop        | UC San Francisco | 1989            | fizjologia lub medycyna |
| 32.   | Harry Markowitz          | UC San Diego     | 1990            | ekonomia                |
| 33.   | John Harsanyi            | UC Berkeley      | 1994            | ekonomia                |
| 34.   | F. Sherwood Rowland      | UC Irvine        | 1995            | chemia                  |
| 35.   | Frederick Reines         | UC Irvine        | 1995            | fizyka                  |
| 36.   | Mario J. Molina          | UC San Diego     | 1995            | chemia                  |
| 37.   | Paul Crutzen             | UC San Diego     | 1995            | chemia                  |
| 38.   | Stanley B. Prusiner      | UC San Francisco | 1997            | fizjologia lub medycyna |
| 39.   | Steven Chu               | UC Berkeley      | 1997            | fizyka                  |
| 40.   | Paul D. Boyer            | UC Los Angeles   | 1997            | chemia                  |
| 41.   | Robert B. Laughlin       | UC Livermore Lab | 1998            | fizyka                  |
| 42.   | Walter Kohn              | UC Santa Barbara | 1998            | chemia                  |
| 43.   | Louis J. Ignarro         | UC Los Angeles   | 1998            | fizjologia lub medycyna |
| 44.   | Daniel McFadden          | UC Berkeley      | 2000            | ekonomia                |
| 45.   | Herbert Kroemer          | UC Santa Barbara | 2000            | fizyka                  |
| 46.   | Alan J. Heeger           | UC Santa Barbara | 2000            | chemia                  |
| 47.   | George Akerlof           | UC Berkeley      | 2001            | ekonomia                |
| 48.   | Sydney Brenner           | UC San Diego     | 2002            | fizjologia i medycyna   |
| 49.   | Clive Granger            | UC San Diego     | 2003            | ekonomia                |
| 50.   | Robert F. Engle          | UC San Diego     | 2003            | ekonomia                |
| 51.   | Irwin Rose               | UC Irvine        | 2004            | chemia                  |
| 52.   | Finn E. Kydland          | UC Santa Barbara | 2004            | ekonomia                |
| 53.   | David Gross              | UC Santa Barbara | 2004            | fizyka                  |
| 54.   | Richard R. Schrock       | UC Riverside     | 2005            | chemia                  |
| 55.   | George Smoot             | UC Berkeley      | 2006            | fizyka                  |
| 56.   | Roger Y. Tsien           | UC San Diego     | 2008            | chemia                  |
| 57.   | Oliver E. Williamson     | UC Berkeley      | 2009            | ekonomia                |
| 58.   | Elizabeth Blackburn      | UC San Francisco | 2009            | fizjologia lub medycyna |
| 59.   | Carol W. Greider         | UC Santa Cruz    | 2009            | fizjologia lub medycyna |
| 60.   | Saul Perlmutter          | UC Berkeley      | 2011            | fizyka                  |
| 61.   | Shinya Yamanaka          | UC San Francisco | 2012            | fizjologia lub medycyna |
| 62.   | Lloyd Shapley            | UC Los Angeles   | 2012            | ekonomia                |
| 63.   | Randy Schekman           | UC Berkeley      | 2013            | fizjologia lub medycyna |
| 64.   | Shuji Nakamura           | UC Santa Barbara | 2014            | fizyka                  |
| 65.   | Eric Betzig              | UC Berkeley      | 2014            | chemia                  |
| 66.   | Barry Barish             | UC Riverside     | 2017            | fizyka                  |
| 67.   | Reinhard Genzel          | UC Berkeley      | 2020            | fizyka                  |
| 68.   | Andrea Ghez              | UC Los Angeles   | 2020            | fizyka                  |
| 69.   | Jennifer Doudna          | UC Berkeley      | 2020            | chemia                  |